# Dacia Maraini
Dacia Maraini (Fiesole, 1936. november 13. –) olasz írónő, akinek a munkássága a női kérdésekre összpontosít, számos színdarabot és regényt írt. Számos díjat nyert, köztük a Formentor-díjat a L'età del malesseréért (1963); Premio Fregene az Isolinának (1985); a Premio Campiello és Book of the Year Award La lunga vita di Marianna Ucrìa (1990); és a Premio Strega a Buiónak (1999). 2013-ban Irish Braschi I Was Born Travelling című életrajzi dokumentumfilmje mesélte el életének történetét, különös tekintettel a második világháború alatti japán koncentrációs táborban töltött bebörtönzésére, valamint a világ körüli utazásaira, amelyeket élettársával, Alberto Moraviával és közeli barátaival (Pier Paolo Pasolini és Maria Callas) tett. 2020-ban ragaszkodik az empathizmushoz.[

## Fiatalkora
Maraini a toszkánai Fiesole városában született. Topazia Alliata di Salaparuta szicíliai hercegnő, művész és műkereskedő, valamint Fosco Maraini firenzei etnológus és vegyes ticinói, angol és lengyel hátterű hegymászó lánya, aki különösen Tibetről és Japánról írt. Apai nagyapja a ticinói és genovai származású római szobrász és művészetkritikus Antonio Maraini (1886–1963), a Nemzeti Fasiszta Párt (Partito Nazionale Fascista) 1934-től 1939-ig helyettese, valamint Achille Starace közeli munkatársa és a fasiszta rezsim művészeti-kulturális politikájának fő szószólója volt, míg apai nagyanyja az akkori Habsburg-Magyarországon született, részben lengyel származású angol író, Yoï Crosse; anyai nagyapja Enrico Maria Alliata di Villafranca (1879–1946) gasztronómus volt, a híres Corvo pincészet tulajdonosa és Casteldaccia ősi pincéinek utolsó ura, míg anyai nagyanyja Oria Maria Amelia "Sonia" Ortúzar Ovalle de Olivares (1892–1981), egy chilei diplomata lánya, operaénekesnő. Gyerekkorában családja 1938-ban Japánba költözött, hogy elkerülje a fasizmust. 1943 és 1946 között egy japán koncentrációs táborba internálták őket Nagojában, mert nem voltak hajlandók elismerni Mussolini Salòi Köztársaságát, amely szövetséges a Japán Birodalommal. A háború után a család visszatért Olaszországba, és Szicíliában élt anyja családjával Bagheria városában, Palermo tartományban.

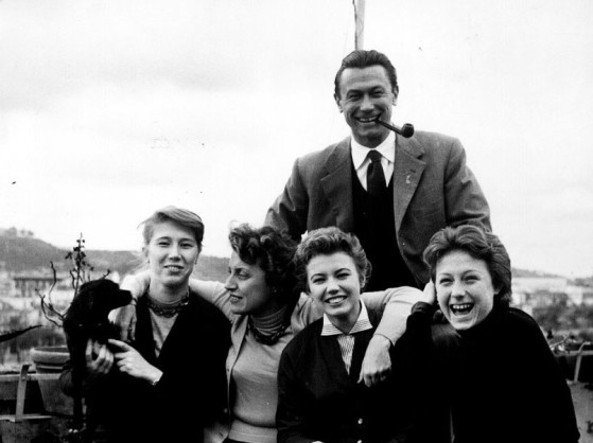
A Maraini család, Fosco, Dacia, Yuki, Toni és az anyja, Topazia Alliata

Nem sokkal később a szülei elváltak, és apja Rómába költözött, ahol néhány évvel később, tizennyolc évesen, Maraini is csatlakozott hozzá. Maraini munkássága a női kérdésekre összpontosít, számos színdarabot és regényt írt. Tanulmányait a L'Istituto Statale della Ss. Annunziata, egy tekintélyes és kiváltságos bentlakásos iskolában végezte Firenzében. Írásának nagy részét a szülei és az életében játszott szerepeik befolyásolták. Maraini egy kalandvágyó apa és anya mellett nőtt fel, aki mindig le volt terhelve, és ezen kívül olyan könyveket olvasott, amelyekben csak férfiak indultak küldetésekre és utazásokra. Azt állítja, hogy „felháborította az a tény, hogy egy nő semmilyen nagy utat nem tehet meg…”
Feleségül ment Lucio Pozzi, milánói festőhöz, de négy év után elváltak. Ezután Alberto Moravia társa lett, akivel együtt élt 1962-től 1983-ig. Rómában szilárd barátságot kötött számos íróval és költővel, köztük Pier Paolo Pasolinivel, Elsa Morantéval, Maria Belloncival és magával Moraviával.
A szerző vegetáriánus.

## Pályafutása
1966-ban Maraini, Moravia és Enzo Siciliano megalapította a del Porcospino ("Disznó") színházi társulatot, amelynek küldetése új olasz színdarabok készítése volt. Volt köztük saját La famiglia normale, Moravia L’intervista, Siciliano Tazza, valamint Carlo Emilio Gadda, Goffredo Parise, J. Rodolfo Wilcock és Tornabuoni művei. 1971-ben aláírta a L'Espresso-nak írt nyílt levelet a Pinelli-ügyről, Luigi Calabresi rendőrtiszt ellen. 1973-ban segített a Teatro della Maddalena megalapításában, amelyet kizárólag nők vezettek.
Maraini 1969 és 1973 között rendezte a L’amore coniugalét, egyetlen játékfilmjét. 1976-ban rendezte a Mio padre amore mio (Apám, szerelmem), az Aborto: parlano le donne (Abortusz: megszólalnak a nők), a Le ragazze di Capoverde (A capoverdei fiatal nők) című filmeket és a Ritratti di donne africane (Afrikai nők portréi), egy háromrészes sorozatot.
Filmforgatókönyvei közé tartozik a L'età del malessere (1968), a Kill the Fatted Calf és Roast It (1970) forgatókönyve, az Arabian Nights (1974) forgatókönyve, az Aborto: Parlano le donne (1976) című dokumentumfilm, az Abrami in Africa című TV-film forgatókönyve (1976), a Ritratti di donne africane (1977), a The Story of Piera (1983) és a La bocca (1990) forgatókönyve.
Színészkedni is kezdett, 75 évesen feltűnt az Io sono nata viaggiando (2013) című filmben, valamint Caro Paolo (2013) narrációjában. Önmagaként szerepelt a The Many Women of Fassbinder (1997), a Midnight Journal (1990), a Sophia: Ieri, oggi, domani (2007), a Kulturzeit (2012) és a Tutte le storie di Piera (2013) című filmekben is.

## Későbbi élete
Maraini termékeny és jól ismert író, aki ma is aktív. Legutóbbi regénye, a Sguardo a Oriente 2022 májusában jelent meg.

## Kapcsolata Olaszországgal
Dacia Maraini Monica Segernek adott interjújában kijelentette, hogy Olaszországhoz és annak kultúrájához való kötődése ellenére nem érzi magát kulturális nagykövetnek. Nagyon gyakran igyekszik kritikusan elemezni országát, hiszen az értelmiségi kötelességei közé tartozik, hogy kritikus szemmel szemlélje a világot. Kritikája az országgal szemben támasztott elvárásain alapul; minél több értelmiségi próbál kritikusan viszonyulni országához, annál inkább szeretné látni, hogy az jól működik. Értelmiségiként Maraini megpróbál „megvilágítani, meggyőzni másokat arról, hogy mi változtatható meg egy olyan országban, amelynek van lehetősége; egy olyan nagyszerű országban, ahol nagy emberek vannak, akik nagy dolgokat tettek”. mert „meg akarja győzni” olaszok, hogy [ők] jobban tudnak csinálni."

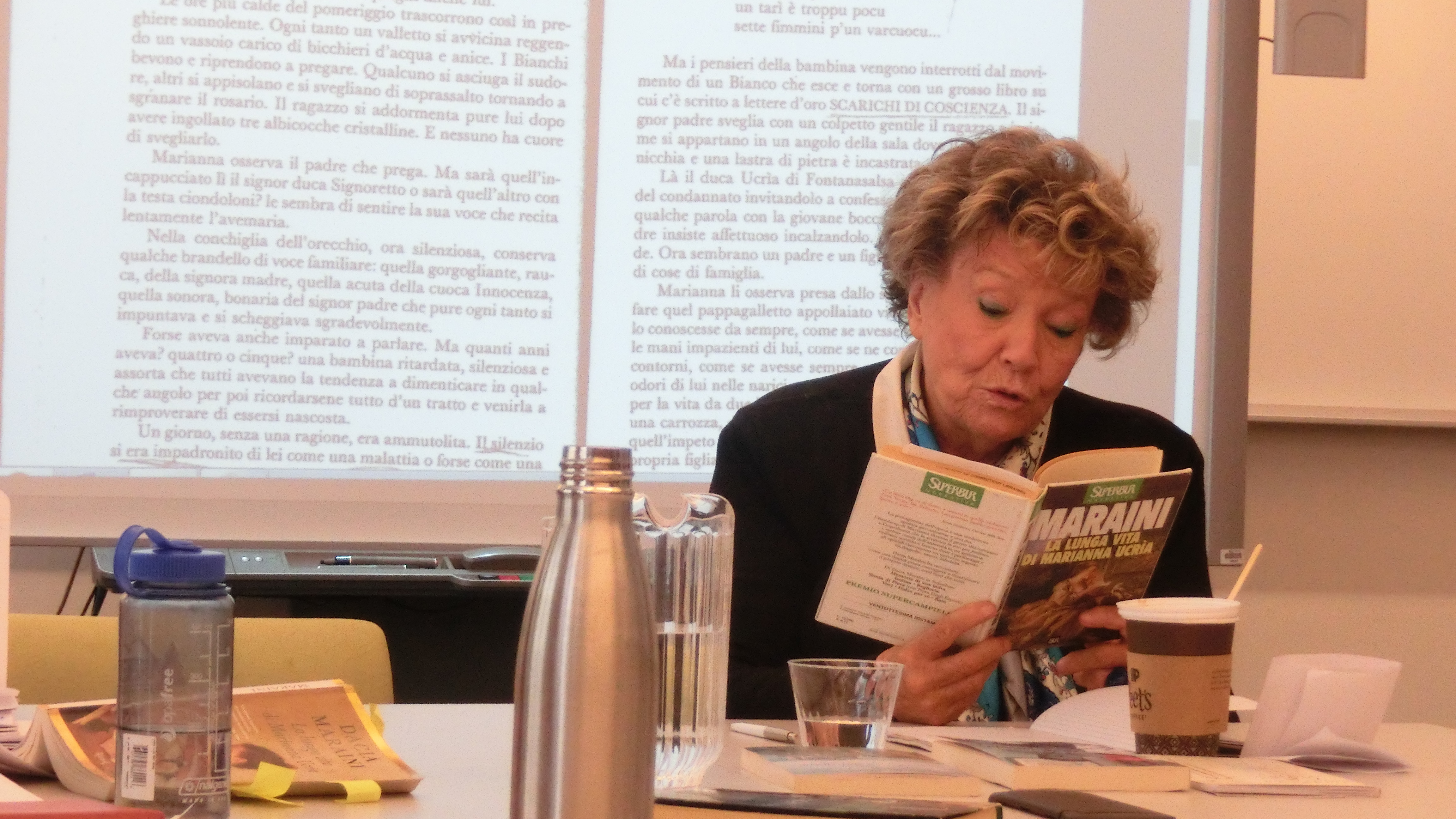
Dacia Maraini felolvasása a Connecticuti Egyetemen, 2019. március 11-én

## Írás és utazás
Például a La Seduzione dell'altrove című könyve nagyon jelentős, mert felvázolja a munkája iránti érzéseit. Szerinte az írás és az utazás a betegség egyik formája és terápia is egyben. Betegség, mert stresszesek és fárasztóak, de terápia, mert lehetőséget adnak neki, hogy „messziről nézzen, és talán jobban lássa a dolgokat”.

## A színház és a nyilvánosság kapcsolata
Amikor a könyvei és a darabjai közti kapcsolat fontosságáról beszélünk, Maraini szerint a színházban fontosabb a nyilvánossággal való kapcsolat, mivel a darabok – a könyvektől eltérően – a kollektív és a társadalmi aspektussal foglalkoznak. Míg a regény személyesebb kapcsolat egyetlen olvasóval, a darabok az élő nyilvánosságra összpontosítanak. Emellett egy könyvhöz képest könnyebben érzékelhető, hogy a közönség részt vesz-e vagy sem.

## Művei
A Bagheria (1993) Maraini máig egyetlen önéletrajzi munkája. Műveinek van egy általános mintája, amelyhez ragaszkodik; novellák és regények sorozata tükrözi „prefeminista szakaszát”, amelyet az elidegenedés érzése, a teljes dezorientáció és a szexualitáson keresztüli önmegerősítés igénye jellemez. Maraini „átmeneti szakasza”, amelyet legjobban az A memoria című regénye jellemez, a tétlenségtől az innovatív kifejezésmód aktív keresése felé mozduló hangot mutatja. Későbbi és progresszívebb regényei, mint például a Donna in guerra (Nő a háborúban), amelyben női szereplői kiszabadulnak a hagyományos nemi szerepekből, és feltárják szexualitásukat és társadalmi aktivizmusukat, tükrözik Maraini részvételét a feminista mozgalomban a hatvanas évek végén és a hetvenes évek elején.

### Témái
Munkáiban számos visszatérő téma a következő: a nők személyes szabadsága, a hatalom használatának és visszaélésének, valamint annak nőkre gyakorolt hatásainak feltárása, a nők felszabadulnak a hagyományos nemi szerepeik alól, hogy feltárják szexualitásukat és társadalmi aktivizmusukat, a nők elhallgattatása a társadalomban és megjelenésük a divatrendszerben, a nők elzártsága és elszigeteltsége a függetlenségükre és szabadságukra törekvő nők következtében, az anyaság mint a nők bezártságának egy formája, és így az abortusz, mint az egyetlen lehetőség, a nők elleni erőszak és a nemi erőszak, a nők megszabadulása attól, hogy szexuális tárgynak tekintsék őket, és a karakterek homoszexualitással, pedofíliával és csoportos szexszel kapcsolatos tapasztalatai.

## Maraini és feminizmus
Bár Maraini csak annyiban állítja, hogy feminista, mert mindig a nők oldalán áll, munkáinak nagy részét feministának minősítették. Munkásságának jellege a nők olasz társadalomban elfoglalt helyzetének változásával összhangban fejlődik, és feltárja a hatalommal való visszaélést, valamint annak nőkre gyakorolt hatásait. Maraini progresszív munkái segítettek megváltoztatni azt az általános benyomást, hogy a nőknek kizárólag otthoni szerepeket kell betölteniük.
A Dacia Maraini „az ideológia evolúciós folyamatán” ment keresztül, amely két formára oszlik; az egyik, amely felvázolja az egyén szoros kapcsolatát a valósággal, a másik pedig a női jogok ügyének előmozdítására irányuló motiváción alapul. Az olyan írók szerint, mint például Pallotta, novellák és regények sorozata tükrözte Maraini prefeminista korszakát. Az irodalmi művek közé tartozik a La vacanza (A vakáció, 1962), a L’età del malessere (1963). Prefeminista korszakát az elidegenedés érzése, a teljes dezorientáció és a szexualitáson keresztüli önmegerősítés igénye jellemzi. Pallotta kijelenti, hogy „a társadalmi és pszichológiai dezorientáció egy passzív tudatban gyökerezik, amely nem hajlandó megbékélni a valósággal”. Az átmeneti szakaszt az új irodalmi kifejezésmódok keresésének igénye jellemzi. Ezek a szakaszok egy feminista nézőponthoz vezettek, amely feminista tudatosságot tükröz. A feminista regények közé tartozik az A memoria és a Donna in Guerra. Ezek a regények nagyon jelentősek, és az 1968-as olasz feminista mozgalmat reprezentálják. E két mű jelentősége a főszereplők „teljes egységének” kutatása. Ez a teljes egység a feminizmus irodalmi kifejezése alkotó szakaszának tekinthető.

## Művei

### Regények
- La vacanza, Milánó, Lerici, 1962
- L'età del malessere, Torino, Einaudi, 1963
- A memoria, Milánó, Bompiani, 1967
- Memorie di una ladra, Milánó, Bompiani, 1972
- Donna in guerra, Torino, Einaudi, 1975
- Lettere a Marina, Milánó, Bompiani, 1981
- Il treno per Helsinki, Torino, Einaudi, 1984 ISBN 88-06-05721-9
- La lunga vita di Marianna Ucrìa, Milánó, Rizzoli, 1990 ISBN 88-17-66425-1
- Bagheria, Milánó, Rizzoli, 1993 ISBN 88-17-66476-6
- Voci, Milánó, Rizzoli, 1994 ISBN 88-17-66478-2
- Dolce per sé, Milánó, Rizzoli, 1997 ISBN 88-17-66468-5
- Colomba, Milánó, Rizzoli, 2004 ISBN 88-17-00440-5
- Il treno dell'ultima notte, Milánó, Rizzoli, 2008 ISBN 978-88-17-02166-1
- La grande festa, Milánó, Rizzoli, 2011 ISBN 978-88-17-05548-2
- Menzogna felice, Róma, La Biblioteca di Repubblica-L'Espresso, 2011
- Chiara di Assisi. Elogio della disobbedienza, Milánó, Rizzoli, 2013 ISBN 978-88-17-06721-8
- La bambina e il sognatore, Milánó, Rizzoli, 2015 ISBN 978-88-17-08379-9
- Tre donne. Una storia d'amore e disamore, Milánó, Rizzoli, 2017 ISBN 978-88-17-09696-6
- Corpo felice. Storia di donne, rivoluzioni e un figlio che se ne va, Milánó, Rizzoli, 2018, ISBN 978-88-17-10491-3
- Trio. Storia di due amiche, un uomo e la peste a Messina, Milánó, Rizzoli, 2020, ISBN 978-88-171-4954-9

### Novellák
- Mio marito, Milánó, Bompiani, 1968
- L'uomo tatuato, Nápoly, A. Guida, 1990. ISBN 88-7188-003-X
- Delitto, Lungro di Cosenza, Marco, 1990. ISBN 88-85350-01-1
- Cinque donne d'acqua dolce, in: Il pozzo segreto. Cinquanta scrittrici italiane, presentate da Maria Rosa Cutrufelli(wd), Rosaria Guacci, Marisa Rusconi(wd), Firenze, Giunti, 1993. ISBN 88-09-20294-5
- La ragazza con la treccia, Róma, Viviani, 1994. ISBN 88-7993-028-1
- Mulino, Orlov e Il gatto che si crede pantera, in: Parole di donne, szerk. Adriana Moltedo, Viterbo, Stampa alternativa, 1994. ISBN 88-7226-191-0
- Silvia, Ravenna, Edizioni del girasole, 1995. ISBN 88-7567-282-2
- Il mostro dagli occhi verdi, in Racconti a teatro, Róma, Editori Riuniti, 1996
- Buio, Milánó, Rizzoli, 1999. ISBN 88-17-68019-2
- Berah di Kibawa. Un racconto con dodici finali, Róma, Gremese, 2003. ISBN 88-8440-236-0
- In volo, Mantova, Corraini, 2005. ISBN 88-7570-075-3
- Un sonno senza sogni; Gita in bicicletta a Mongerbino, Bagheria, Drago, 2006. ISBN 88-95082-01-X
- Ragazze di Palermo, Milánó, Corriere della Sera, 2007
- Il poeta-regista e la meravigliosa soprano, Milánó, Corriere della Sera, 2008
- La ragazza di via Maqueda, Milánó, Rizzoli, 2009. ISBN 978-88-17-03366-4
- La seduzione dell'altrove, Milánó, Rizzoli, 2010. ISBN 978-88-17-04367-0
- L'amore rubato, Milánó, Rizzoli, 2012. ISBN 978-88-17-06081-3
- Gita a Viareggio, Róma, Fahrenheit 451, 2013. ISBN 978-88-86-09577-8
- La scuola ci salverà, Milano, Solferino, 2021, ISBN 978-88-282-0638-5 (3 novellát tartalmaz: L'esame, Il bambino vestito di scuro és Berah di Kibawa)

### Gyűjteményes kötetei
- Romanzi, Collana Firme Oro n. 3, Milánó, Rizzoli, 2006, ISBN 978-88-486-0340-9.
- Romanzi e racconti, szerk. Paolo Di Paolo(wd) és Eugenio Murrali, Collezione I Meridiani, Milánó, Mondadori, 2021, ISBN 978-88-047-3585-4

### Mesék gyerekeknek
- Storie di cani per una bambina, Milánó, Bompiani, 1996. ISBN 88-452-2804-5.
- La pecora Dolly e altre storie per bambini, Milánó, Fabbri, 2001 ISBN 88-451-2703-6
- La notte dei giocattoli, disegnata da Gud, Latina, Tunué, 2012 ISBN 978-88-97165-34-7
- Telemaco e Blob. Storia di un'amicizia randagia, Milánó, Rizzoli, 2017 ISBN 978-88-17-09244-9
- Onda Marina e il drago spento, illustrata da Simone Angelini(wd), Róma, Giulio Perrone Editore, 2019

### Versek
- Botta e risposta poetica… o quasi, Nicolò Marainival, Róma, Editrice dell'Orso, 1960
- Crudeltà all'aria aperta, Milánó, Feltrinelli, 1966
- Donne mie, Torino, Einaudi, 1974
- Mangiami pure, Torino, Einaudi, 1978. ISBN 88-06-01339-4
- Dimenticato di dimenticare, Torino, Einaudi, 1982. ISBN 88-06-05474-0
- Maraini, Stein, Róma, Il ventaglio, 1987
- Viaggiando con passo di volpe. Poesie 1983–1991, Milánó, Rizzoli, 1991. ISBN 88-17-66466-9
- Occhi di Medusa, Calcata, Edizione del Giano, 1992
- Se amando troppo. Poesie 1966–1998, CD-ROM, Milánó, Rizzoli, 1998. ISBN 88-17-86019-0
- Notte di capod'anno in ospedale, Róma, Lepisma, 2009. ISBN 978-88-7537-103-6

### Színház
- Il ricatto a teatro e altre commedie, Torino, Einaudi, 1970
- Viva l'Italia, Torino, Einaudi, 1973
- La donna perfetta, Velence, La Biennale, 1974
- La donna perfetta seguito da Il cuore di una vergine, Torino, Einaudi, 1975
- Don Juan, Torino, Einaudi, 1976
- Dialogo di una prostituta con un suo cliente. Con un dibattito sulla decisione di fare il testo e la preparazione dello spettacolo, Padova, Mastrogiacomo-Images 70, 1978
- I sogni di Clitennestra e altre commedie, Milánó, Tascabili Bompiani, 1981
- Lezioni d'amore e altre commedie, Milánó, Bompiani, 1982
- Stravaganza, Róma, Serarcangeli, 1987
- Paura e amore, km. Margarethe von Trotta(wd) és Laura Novati(wd), Milánó, A. Mondadori, 1988. ISBN 88-04-31769-8
- Erzbeth Bathory; Il geco; Norma 44, Róma, Editori & Associati, 1991
- Veronica, meretrice e scrittora, Milánó, Bompiani, 1992. ISBN 88-452-1880-5
- La casa tra due palme, Salerno, Sottotraccia, 1995. ISBN 88-86351-05-4
- Maria Stuarda. Mela, Donna Lionora giacubina, Stravaganza, Un treno, una notte, Milánó, Biblioteca universale Rizzoli, 2001. ISBN 88-17-12693-4
- Teatro anni Novanta

I, Veronica, meretrice e scrittora. La terza moglie di Mayer, Camille, Milánó, Biblioteca universale Rizzoli, 2001. ISBN 88-17-12694-2
II, Memorie di una cameriera. Storia di Isabella di Morra raccontata da Benedetto Croce, I digiuni di Catarina da Siena, Milánó, Biblioteca universale Rizzoli, 2001. ISBN 88-17-12695-0
- Per Giulia, km. Angela Bove, Maria Rosaria Carnevale, l'apporto delle parole delle amiche e del diario ritrovato di Giulia, Róma, Perrone, 2011. ISBN 978-88-6004-216-3
- Per proteggerti meglio, figlia mia, Róma, Perrone, 2011. ISBN 978-88-6004-217-0
- In viaggio da Itaca, km. Gabriele Marchesini, Cesena, Il ponte vecchio, 2011. ISBN 978-88-6541-103-2
- Lettere d'amore, lettere di Gabriele D'Annunzio in una cornice teatrale di Dacia Maraini, CD, Róma, Perrone, 2012. ISBN 978-88-6004-226-2
- Teresa la ladra, CD, Róma, Perrone, 2013. ISBN 978-88-6004-273-6
- Passi affrettati, Róma, Perrone, 2015. ISBN 978-88-6004-394-8
  - Raska steg, traduzione di Ida Andersen(wd), Istituto Italiano di Cultura Stockholm, 2020
- "Regina scacco al re",Palermo,real teatro di santa cecilia,2023, tratto da "Passi affrettati', spettacolo voluto e ideato da "Ennio Giganti" , regia di "Sergio Vespertino" con il gratuito patrocinio del Parlamento Europeo, contro la violenza sulle donne e di genere, spettacolo ad eventi a serata unica allo scopo di raccogliere fondi da destinare alle onlus che si occupano delle donne che subiscono violenza.

### Forgatókönyvek
- Cuore di mamma, Salvatore Samperivél (wd)[38], Milánó, Forum, 1969.

### Esszék
- Fare teatro. Materiali, testi, interviste, Milánó, Bompiani, 1974
- Suor Juana, in suor Juana Inés de la Cruz, Risposta a suor Filotea, Torino, La Rosa, 1980
- Isolina. La donna tagliata a pezzi, Milánó, A. Mondadori, 1985
- La bionda, la bruna e l'asino, Milánó, Rizzoli, 1987 ISBN 88-17-53514-1
- Cercando Emma, Milánó, Rizzoli, 1993 ISBN 88-17-66477-4
- Un clandestino a bordo, Róma, Gabriele e Mariateresa Benincasa, 1993; Milánó, Rizzoli, 1996 ISBN 88-17-84465-9
- Il sommacco. Piccolo inventario dei teatri parlermitani trovati e persi, Palermo, Flaccovio, 1993 ISBN 88-7804-085-1
- Dizionarietto quotidiano. Da "amare" a "zonzo", 229 voci raccolte da Gioconda Marinelli, Milánó, Bompiani, 1997 ISBN 88-452-3117-8
- Giromondo, Enzo Biagival(wd), Modena, Panini, 1999 ISBN 88-8290-106-8
- Fare teatro. 1966–2000, 2 vol., Milánó, Rizzoli, 2000 ISBN 88-17-86438-2, ISBN 88-17-86439-0
- Amata scrittura. Laboratorio di analisi letture proposte conversazioni, Milánó, Rizzoli, 2000 ISBN 88-17-86536-2
- La nave per Kobe. Diari giapponesi di mia madre, Milánó, Rizzoli, 2001. ISBN 88-17-86835-3
- Madri e figlie. Ieri e oggi, km. Anna Salvo és Silvia Vegetti Finzi(wd), Róma-Bari, Laterza, 2003 ISBN 88-420-7113-7
- Dentro le parole. Aforismi e pensieri, Cava de' Tirreni, Marlin, 2005ISBN 88-6043-003-8
- I giorni di Antigone. Quaderno di cinque anni, Milánó, Rizzoli, 2006 ISBN 88-17-01168-1
- Passi affrettati, Pescara, Ianieri, 2007 ISBN 88-88302-30-1
- Sulla mafia. Piccole riflessioni personali, Róma, Perrone, 2009 ISBN 978-88-6004-141-8
- Il sogno del teatro. Cronaca di una passione, Eugenio Murralival, Milánó, BUR Rizzoli, 2013 ISBN 978-88-17-06776-8
- La mia vita, le mie battaglie, km. Joseph Farrell, Pisa, Della Porta, 2015 ISBN 978-88-96209-22-6
- Se un personaggio bussa alla mia porta. "Come si racconta…", Róma, Rai Eri, 2016 ISBN 978-88-397-1694-1
- Il diritto di morire (Claudio Volpeéval), Milánó, SEM – Società Editrice Milanese, 2018 ISBN 978-88-9390-079-9
- Il coraggio delle donne (con Chiara Valentini(wd)), Bologna, Il Mulino, 2020, ISBN 978-88-152-9058-8
- Writing Like Breathing. Sessant'anni di letteratura, szerk. Michelangelo La Luna, Róma, Gruppo Albatros Il Filo, 2021 ISBN 978-88-306-3221-9
- Una rivoluzione gentile. Riflessioni su un Paese che cambia, Milánó, Rizzoli, 2021 ISBN 978-88-171-5873-2
- La scuola ci salverà, Milánó, Solferino, 2021 ISBN 978-88-282-0638-5
- Caro Pier Paolo, Vicenza, Neri Pozza, 2022 ISBN 978-88-545-2335-7
- In nome di Ipazia: riflessioni sul destino femminile, Milano, Solferino, 2023, ISBN 978-88-282-1254-6

### Útleírások
- Michelangelo La Luna (szerk.): Sguardo a Oriente. Reportage, ricordi, racconti di un continente affascinante, in: La camera del fuoco, vol. 1, Cava de' Tirreni, Marlin, 2022, ISBN 978-88-604-3175-2

### Interjúk
- E tu chi eri? Interviste sull'infanzia, Milánó, Bompiani, 1973
- Wanda Raheli. Giovedì 19 giugno 1975, Róma, Seconda Scala, 1975
- Parlare con Dacia Maraini, di Ileana Montini, Verona, Bertani, 1977
- Storia di Piera, Piera degli Espostivel(wd), Milánó, Bompiani, 1980
- Il bambino Alberto, Milánó, Bompiani, 1986 ISBN 88-17-53452-8
- Conversazione con Dacia Maraini. Il piacere di scrivere, szerk. Paola Gaglianone, Róma, Omicron, 1995 ISBN 88-86680-06-6
- Piera e gli assassini, con Piera degli Esposti, Milánó, Rizzoli, 2003 ISBN 88-17-87227-X
- Ho sognato una stazione. Gli affetti, i valori, le passioni, beszélgetés Paolo Di Paolóval (wd), Róma–Bari, Laterza, 2005 ISBN 88-420-7769-0
- Il volto delle donne. Conversazione con Dacia Maraini, Stefano Giovinazzo-interjú, Róma, Edizioni della Sera, 2010 ISBN 978-88-904730-6-7
- Alfabeto quotidiano. Le parole di una vita, Gioconda Marinellivel, Collana La camera del fuoco n. 14, Cava de' Tirreni, Marlin, 2021 ISBN 978-88-604-3165-3

## Filmek
- L'età del malessere, rendezte Giuliano Biagetti(wd) (1968)
- La donna invisibile, rendezte Paolo Spinola(wd) (1969)
- Cuore di mamma, rendezte Salvatore Samperi[38] (1969)
- Certo, certissimo, anzi… probabile, rendezte Marcello Fondato(wd) (1969)
- Uccidete il vitello grasso e arrostitelo, rendezte Salvatore Samperi (1970)
- L'amore coniugale, rendezte Dacia Maraini (1970)
- Teresa la ladra, rendezte Carlo Di Palma (1973)
- Il fiore delle Mille e una notte, rendezte Pier Paolo Pasolini (1974)
- Abrami in Africa (1976)
- Aborto: parlano le donne (1976)
- Io sono mia a Donna in guerra regényből (1976)
- Il futuro è donna (1981)
- Storia di Piera (1982)
- La bocca (1991)
- Marianna Ucria (1996)

### Rendezése
- L'amore coniugale (1970)

## Magyarul megjelent
- Marianna Ucría hosszú élete (La lunga vita di Marianna Ucrìa) – Helikon, Budapest, 1998 · ISBN 9632085256 · Fordította: Székely Éva
- Végállomás Budapest (Il treno dell'ultima notte) – Jaffa, Budapest, 2019 · ISBN 9789634751397 · Fordította: Lukácsi Margit
- Rabolt szerelem. Nyolc történet a bántalmazásról (L'amore rubato) – Jaffa, Budapest, 2020 · ISBN 9789634752479 · Fordította: Lukácsi Margit

## Díjai
Maraini számos díjat kapott munkáiért, köztük a Nemzetközi Formentor-díjat (1963) a L'età del malessere-ért, a Premio Fregene-t (1985), az Isolina-ért a Premio Campiello-díjat (1990) a "La" című filmért. lunga vita di Marianna Ucria", az Agrigento, Brancanti Zafferana és Citta di Salerno (1997), a Premio Strega (1999), Buio számára. Elnyerte a Premio Napoli és Sibilla Aleramo díjat (1994) a „Voci”-ért, a Premio Mediterraneo-ért és a Premio Citta di Penne-ért a "Viaggiando con passo di volpe"-ért, a spanyol Sitges Nemzetközi Díjért, Premio Candcni, az olasz Premio Riccione, és ő volt a Man Booker Nemzetközi Díj döntőse és az Irodalmi Nobel-díj jelöltje (2012). 2021-ben megkapta a Cilento Poetry Prize-t.

### Kitüntetései
- Az Olasz Köztársasági Érdemrend Lovagi Nagykeresztje – szalagja – 1996. január 9.[44]
- A felkelő nap rendje, aranysugarak rozettával – „A Japán és Olaszország közötti kölcsönös megértés elmélyítéséhez való hozzájárulásáért mindenekelőtt a második világháború előtti és alatti japán tartózkodása során, Fosco Maraini atyával együtt szerzett tapasztalatok hasznosításával” – 2017. november 3.[45]

## Fordítás
- Ez a szócikk részben vagy egészben  a   Dacia Maraini című angol Wikipédia-szócikk fordításán alapul.  Az eredeti cikk szerkesztőit annak laptörténete sorolja fel. Ez a jelzés csupán a megfogalmazás eredetét és a szerzői jogokat jelzi, nem szolgál a cikkben szereplő információk forrásmegjelöléseként.
- Ez a szócikk részben vagy egészben  a   Dacia Maraini című olasz Wikipédia-szócikk fordításán alapul.  Az eredeti cikk szerkesztőit annak laptörténete sorolja fel. Ez a jelzés csupán a megfogalmazás eredetét és a szerzői jogokat jelzi, nem szolgál a cikkben szereplő információk forrásmegjelöléseként.